# جيمي ليندسي
جيمي ليندسي (بالإنجليزية: Jimmy Lindsay)‏ (5 أكتوبر 1958 باسكتلندا في المملكة المتحدة - ) هو مدرب كرة قدم ولاعب كرة قدم بريطاني في مركز الدفاع. شارك مع منتخب اسكتلندا تحت 21 سنة لكرة القدم. أما مع النوادي، فقد لعب مع نادي ماذرويل ونادي ستيرلينغ ألبيون وPetershill F.C. ‏ ونادي آير يونايتد.